# Neodymi(III) iodide
Neodymi(III) iodide là một hợp chất vô cơ hai nguyên tố, một muối của kim loại neodymi và axit iodhydric có công thức hóa học NdI3 – tinh thể màu xanh lục, hòa tan trong nước, tạo thành các tinh thể ngậm nước.

## Điều chế
- Làm nóng neodymi và iod trong môi trường trơ sẽ tạo ra muối:

{\displaystyle {\mathsf {2Nd+3I_{2}\ \xrightarrow {T} \ 2NdI_{3}}}}
- Đun nóng nonahydrat với amoni iodide để ngăn chặn quá trình thủy phân:

{\displaystyle {\mathsf {NdI_{3}\cdot 9H_{2}O+nNH_{4}I\ \xrightarrow {T} \ NdI_{3}+nNH_{3}+nHI+9H_{2}O}}}

## Tính chất vật lý
Neodymi(III) iodide tạo thành các tinh thể hút ẩm màu xanh lục, tan được trong nước.
Nó tạo thành tinh thể nonahydrat NdI3.9H2O – thuộc hệ tinh thể trực thoi, nhóm không gian P mmn, các hằng số a = 1,16604 nm, b = 0,80103 nm, c = 0,89702 nm, Z = 4.

## Hợp chất khác
NdI3 còn tạo một số hợp chất với N2H4, như NdI3·3N2H4·2H2O là tinh thể màu lục đậm, tan trong metanol, etanol, khó tan trong nước, không tan trong benzen, toluen, d20 ℃ = 3,42 g/cm³.
NdI3 còn tạo một số hợp chất với CO(NH2)2, như NdI3·5CO(NH2)2 là tinh thể màu oải hương.
NdI3 còn tạo một số hợp chất với CS(NH2)2, như NdI3·2CS(NH2)2·9H2O là tinh thể màu hồng nhạt.